# Sexualidad en la Antigua Roma

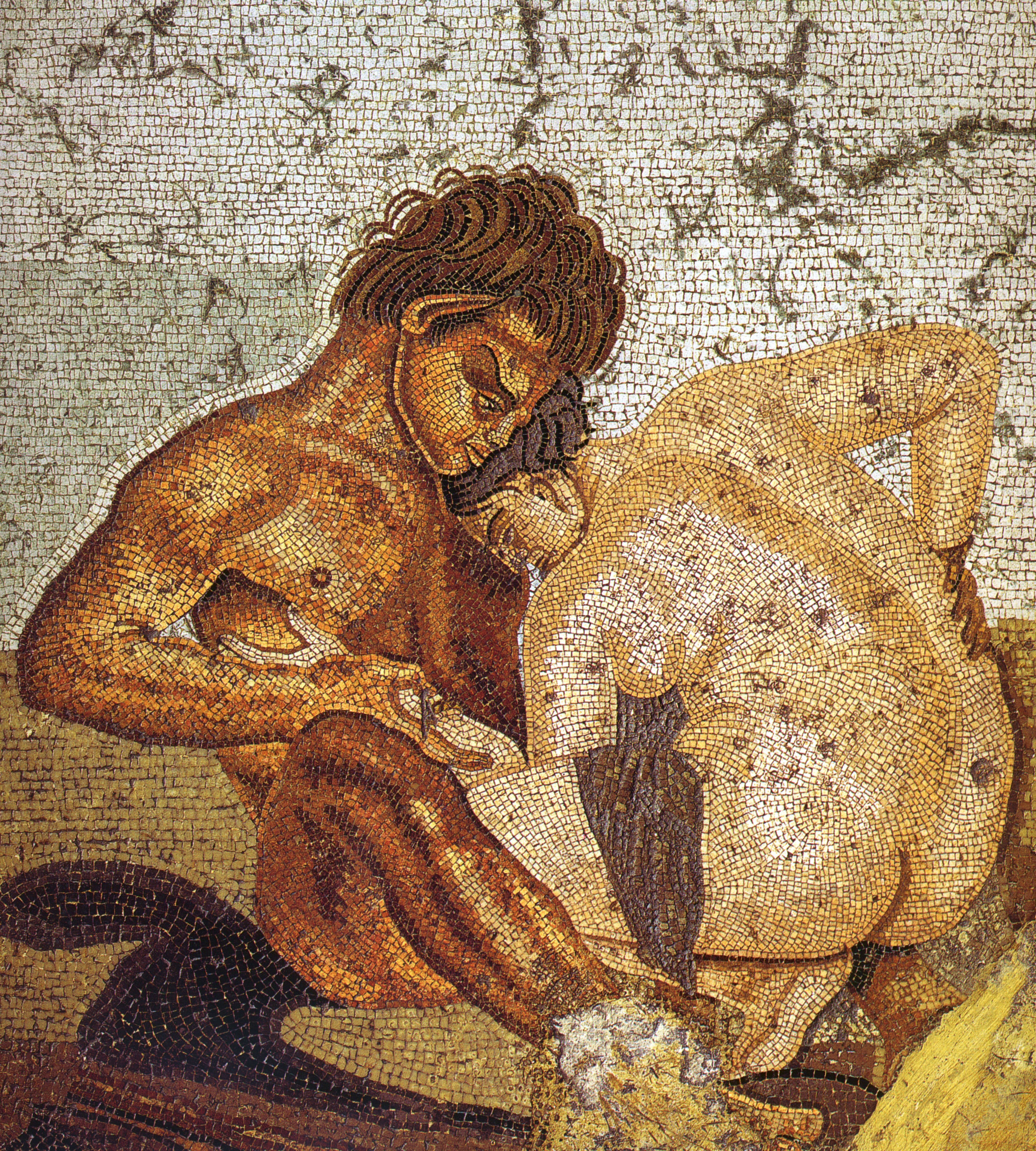
Sátiro y Ninfa, símbolos mitológicos de la sexualidad en un mosaico de una habitación en Pompeya

Las actitudes y comportamientos sexuales en la Antigua Roma se conocen por medio del arte, la literatura e inscripciones, y en menor medida por restos arqueológicos tales como artefactos eróticos o arquitectura. A veces se ha dado por sentado que la «licencia sexual ilimitada» era característica de la antigua Roma. Verstraete y Provençal opinan que tal perspectiva no es más que una interpretación cristiana: «La sexualidad de los romanos nunca ha tenido buena prensa en Occidente desde el surgimiento del cristianismo. En el imaginario y la cultura populares, es sinónimo de libertinaje y abuso sexual».
La sexualidad no estaba excluida como preocupación del mos maiorum, las normas sociales tradicionales que afectaban a la vida pública, privada y militar. El pudor (palabra de origen latino) era un factor regulador del comportamiento, al igual que las restricciones legales sobre ciertas transgresiones sexuales tanto en la época republicana como en la imperial. Los censores—funcionarios públicos que determinaban el rango social de los individuos—tenían el poder de expulsar a los ciudadanos del orden senatorial o ecuestre por motivos de mala conducta sexual, y en ocasiones así lo hicieron. El teórico de la sexualidad de mediados del siglo XX Michel Foucault consideraba que el sexo en el mundo grecorromano se regía por la moderación y el arte de gestionar el placer sexual.
La sociedad romana era patriarcal (véase Pater familias), y la masculinidad se basaba en la capacidad de gobernarse a sí mismo y a otros de estatus inferior, no sólo en la guerra y la política, sino también en las relaciones sexuales. La Virtus, «virtud», era un ideal masculino activo de autodisciplina, relacionado con la palabra latina para «hombre», vir (de donde proviene la palabra «viril»). El ideal correspondiente para una mujer era pudicitia, a menudo traducido como «castidad» o «modestia», pero una cualidad personal más positiva e incluso competitiva que mostraba tanto el atractivo de la mujer como su autocontrol. Las mujeres romanas de las clases altas debían ser cultas, de carácter fuerte y activas en el mantenimiento de la posición de su familia en la sociedad. Salvo contadísimas excepciones, la literatura latina conserva solo las opiniones de los hombres romanos cultos sobre la sexualidad. Las artes visuales eran, en cambio, creadas por personas de un estatus social más bajo y de una mayor variedad étnica, si bien se adaptaban al gusto y las inclinaciones de aquellos lo suficientemente ricos como para patrocinarlo, incluyendo, en la época imperial, a antiguos esclavos.
Algunas actitudes y comportamientos sexuales de la cultura de la Antigua Roma difieren notablemente de los de las sociedades occidentales posteriores. La religión romana promovía la sexualidad como un aspecto de prosperidad para el Estado, y los individuos podían recurrir a la práctica religiosa privada o a la «magia» para mejorar su vida erótica o su salud reproductiva. La prostitución era legal, pública y generalizada. Pinturas «pornográficas» formaban parte de las colecciones de arte de respetables hogares de clase alta. Se consideraba natural y normal que los hombres se sintieran atraídos sexualmente por jóvenes adolescentes de ambos sexos, y la pederastia estaba permitida siempre que el joven no fuera un romano nacido libre. Las categorías modernas de «heterosexual» u «homosexual» no formaban la dicotomía principal del pensamiento romano sobre la sexualidad, y no existen palabras latinas para estos conceptos. No se censuraba moralmente al hombre que disfrutaba de actos sexuales con mujeres o varones de estatus inferior, siempre que su comportamiento no revelara debilidades o excesos, ni infringiera los derechos y prerrogativas de sus pares masculinos. Si bien se denunciaba el afeminamiento percibido, especialmente en la retórica política, el sexo con moderación con prostitutas o esclavos varones no se consideraba impropio ni que viciara la masculinidad, si el ciudadano varón asumía el papel activo y no el receptivo. La hipersexualidad, sin embargo, era condenada moral y médicamente tanto en hombres como en mujeres. Las mujeres estaban sometidas a un código moral más estricto, y las relaciones homosexuales entre mujeres no están bien documentadas, pero la sexualidad de las mujeres es a veces celebrada y a veces vilipendiada a lo largo de la literatura latina. En general, los romanos tenían unos límites de género más fluidos que los antiguos griegos.
Un paradigma de finales del siglo XX analizó la sexualidad romana en términos de un modelo binario «penetrador-penetrado/a», pero este modelo tiene limitaciones, especialmente en lo que respecta a las expresiones de la sexualidad entre romanos individuales. Incluso se ha discutido la relevancia de la palabra «sexualidad» en la cultura romana antigua, pero a falta de otra etiqueta para «la interpretación cultural de la experiencia erótica», el término sigue utilizándose.

## Literatura y arte eróticos

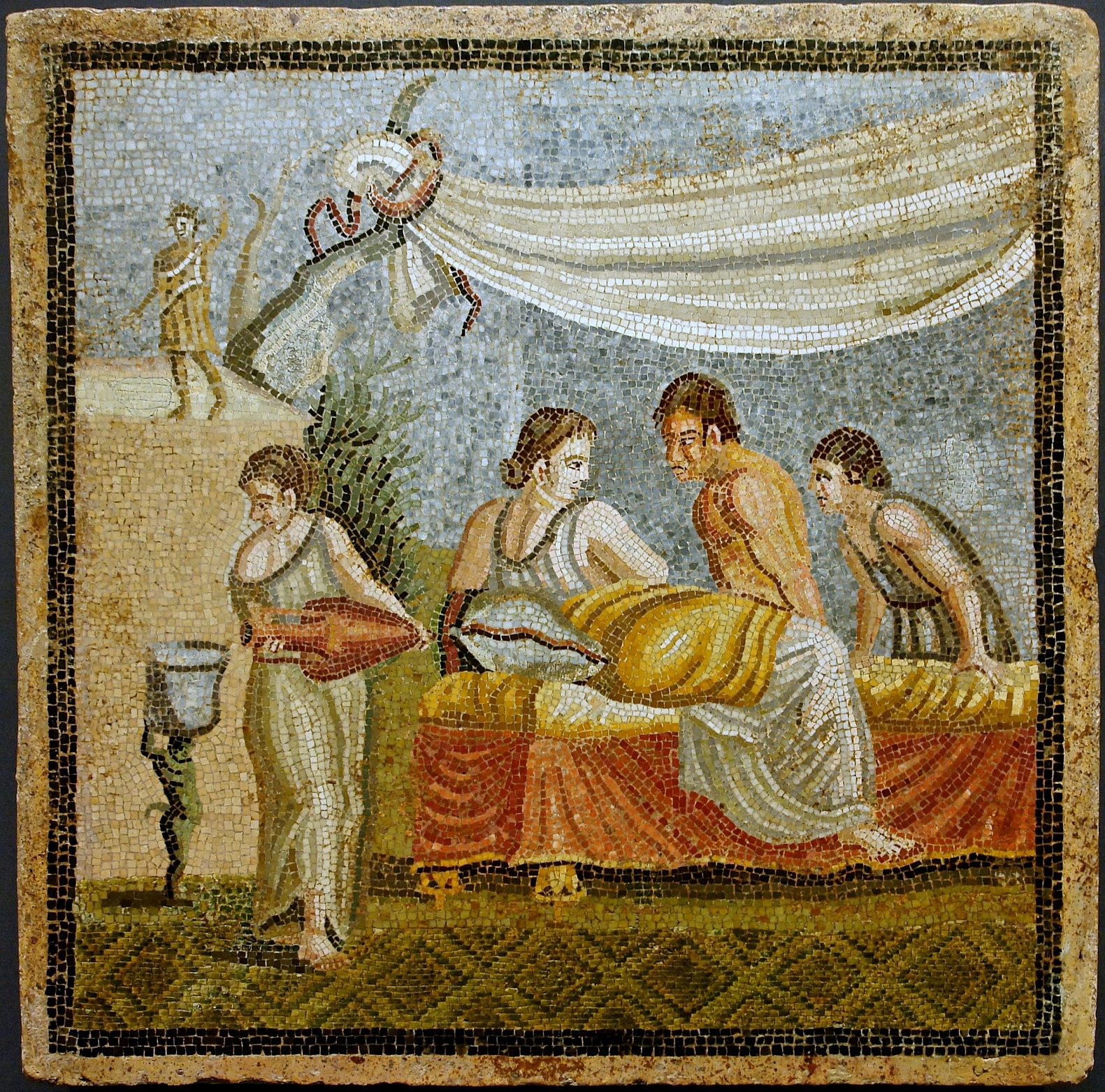
Escena romántica de un mosaico (Villa de Centocelle, Roma, 20 a. C.-20 d. C.)

La literatura antigua relativa a la sexualidad romana se divide principalmente en cuatro categorías: textos jurídicos, textos médicos, poesía y discurso político. Formas de expresión con menor «caché» cultural en la Antigüedad—como la comedia, la sátira, la invectiva, la poesía amorosa, los graffiti, conjuros mágicos, inscripciones y la decoración de interiores—tienen más que decir respecto al sexo que los géneros elevados, como la épica o la tragedia. La información sobre la vida sexual de los romanos está dispersa en la historiografía, la oratoria, la filosofía y escritos sobre medicina, agricultura y otros temas técnicos. Textos jurídicos señalan conductas que los romanos querían regular o prohibir, sin reflejar necesariamente lo que la gente realmente hacía o se abstenía de hacer.

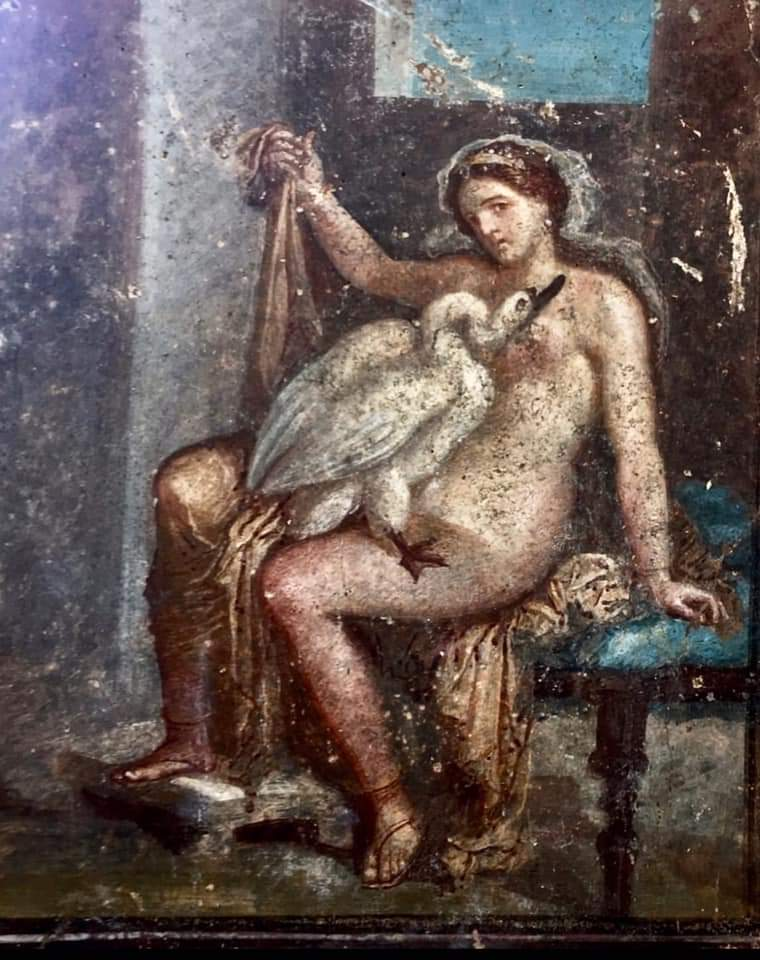
Fresco de Leda y el cisne. De Pompeya

Entre los autores latinos prominentes cuyas obras contribuyen significativamente a la comprensión de la sexualidad romana se encuentran:
- el dramaturgo cómico Plauto (m. 184 a. C.), cuyas tramas giran a menudo en torno a la comedia sexual y a jóvenes amantes separados por las circunstancias;
- el estadista y moralista Catón el Viejo (m. 149 a. C.), que ofrece vistazos de la sexualidad en una época que los romanos posteriores consideraron de moral más elevada;
- el poeta Lucrecio (m. c. 55 a. C.), que presenta un extenso tratamiento de la sexualidad epicúrea en su obra filosófica De rerum natura;
- Catulo (fl. 50 a. C.), cuyos poemas exploran una gama de experiencias eróticas hacia el final de la República, desde el romanticismo delicado hasta la invectiva brutalmente obscena;
- Cicerón (m. 43 a. C.), con discursos en la corte que a menudo atacan la conducta sexual de la oposición y cartas salpicadas de chismes sobre la élite romana;
- los elegistas augustos Propercio y Tibulo, que revelan actitudes sociales al describir aventuras amorosas con amantes;
- Ovidio (m. 17 d. C.), especialmente sus Amores y Ars Amatoria («Arte de amar»), que según la tradición contribuyeron a la decisión de Augusto de exiliar al poeta, y su epopeya, las Metamorfosis, que presenta un abanico de sexualidad, con énfasis en la violación, a través del prisma de la mitología;
- el epigramista Marcial (m. c. 102/4 d. C.), cuyas observaciones de la sociedad están aderezadas con invectivas sexualmente explícitas;
- el escritor satírico Juvenal (m. principios del siglo II d. C.), que arremete contra las costumbres sexuales de su época.

Ovidio enumera una serie de escritores conocidos por su material salaz cuyas obras se han perdido. Manuales de sexo griegos y «pornografía directa» se publicaban bajo el nombre de famosas heterai (cortesanas) y circulaban en Roma. La Milesiaca de Arístides, de fuerte contenido sexual, fue traducida por Sisenna, uno de los pretores del 78 a. C.. Ovidio califica el libro de colección de fechorías (crimina) y afirma que la narración está repleta de chistes verdes. Tras la batalla de Carras, los partos se sorprendieron al encontrar la Milesiaca en el equipaje de los oficiales de Marco Craso.

El arte erótico, especialmente el conservado en Pompeya y Herculano, es una fuente rica, aunque no sin ambigüedades; algunas imágenes contradicen las preferencias sexuales que son destacadas en las fuentes literarias y pueden haber tenido como objetivo provocar la risa o desafiar actitudes convencionales. Objetos de uso cotidiano como espejos o recipientes para servir podían estar decorados con escenas eróticas; en la cerámica arretina, éstas van desde «elegantes devaneos amorosos» hasta ilustraciones explícitas del pene penetrando en la vagina. Era posible encontrar pinturas eróticas en las casas más respetables de la nobleza romana, como señala Ovidio:
Así como en nuestras casas resplandecen venerables figuras de hombres, pintadas por la mano de un artista, así también hay en algún lugar una pequeña pintura (tabella) que representa diversos emparejamientos y posiciones sexuales: así como el Áyax Telamonio aparece sentado con una expresión que declara su cólera, y la madre bárbara (Medea) tiene el crimen en los ojos, así también una Venus mojada se seca con los dedos sus cabellos chorreantes y se ve apenas cubierta por las aguas maternales.
La tabella pornográfica y la Venus cargada de erotismo aparecen entre varias imágenes que los conocedores del arte podían disfrutar. Una serie de pinturas de las Termas Suburbanas de Pompeya, descubiertas en 1986 y publicadas en 1995, presenta escenarios eróticos que parecen tener por objeto «divertir al espectador con un escandaloso espectáculo sexual», incluyendo diversas posturas sexuales, sexo oral y sexo grupal que representan relaciones hombre-mujer, hombre-hombre y mujer-mujer.
La decoración de un dormitorio romano podía reflejar literalmente su uso sexual: el poeta augusto Horacio tenía supuestamente una habitación con espejos para el sexo, de modo que cuando contrataba a una prostituta podía observar desde todos los ángulos. El emperador Tiberio hizo decorar sus dormitorios con las «más lascivas» pinturas y esculturas, y los abasteció con manuales de sexo griegos escritos por Elefantis, por si quienes recibían un pago por el sexo necesitaban orientación.
En el siglo II d. C., «se produce un boom de textos sobre sexo en griego y latín», junto con novelas románticas. A partir de entonces, sin embargo, la sexualidad franca desaparece casi por completo de la literatura, y los temas sexuales se reservan para escritos médicos o teología cristiana. En el siglo III, el celibato se había convertido en un ideal entre el creciente número de cristianos, y Padres de la Iglesia como Tertuliano o Clemente de Alejandría debatían si incluso el sexo marital debía permitirse para la procreación. La sexualidad del martirologio se centra en pruebas contra la castidad del cristiano y la tortura sexual. Las mujeres cristianas son sometidas con más frecuencia que los hombres a mutilaciones sexuales, en particular de los pechos. El humor obsceno de Marcial fue revivido brevemente en el Burdeos del siglo IV por el erudito-poeta galo-romano Ausonio, aunque éste rechazaba la predilección de Marcial por la pederastia y era, al menos de nombre, cristiano.

## Sexo, religión y Estado

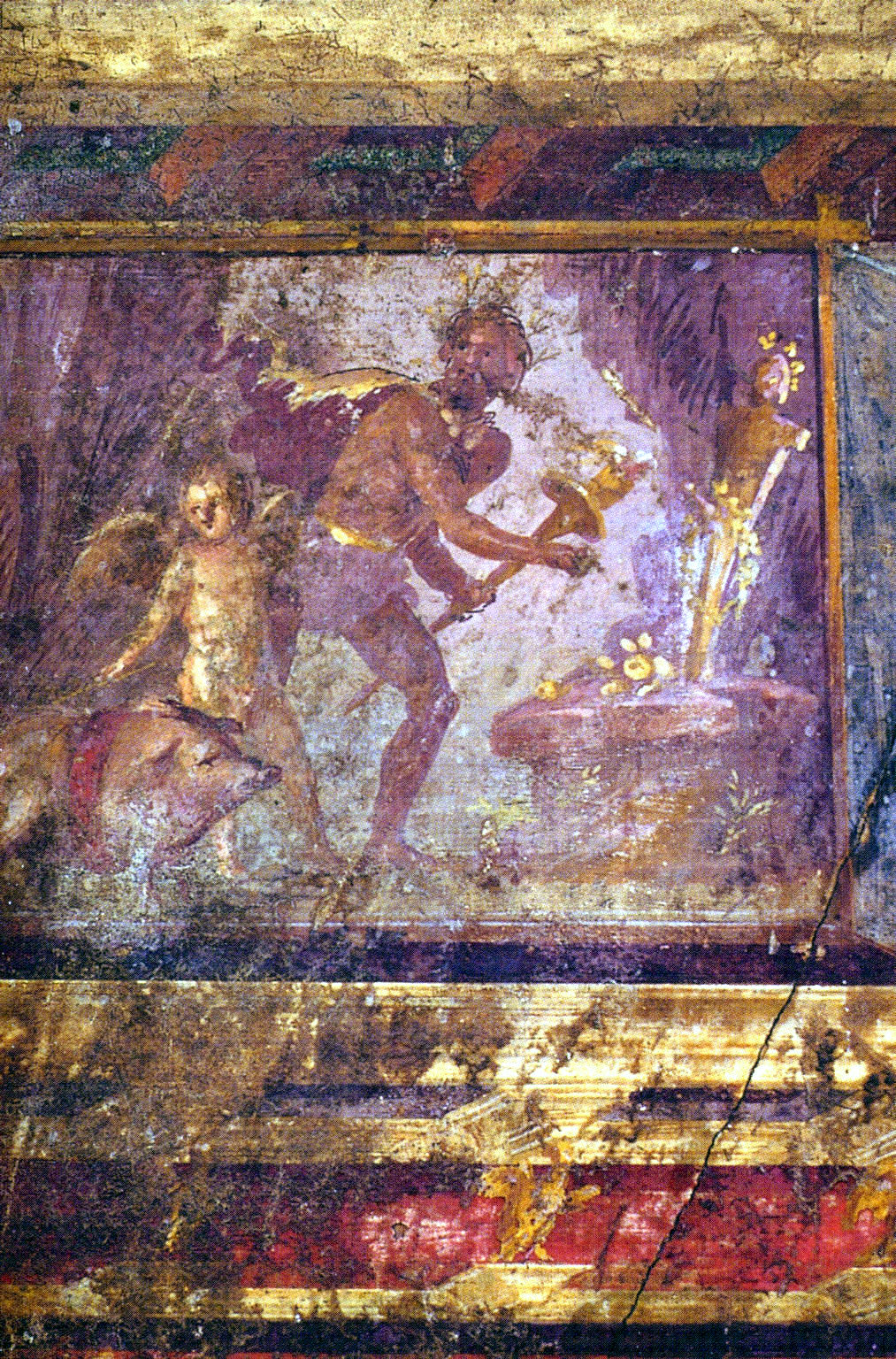
Un hombre prepara el sacrificio nocturno de un cerdo a Príapo, con Cupido como porquero (pintura mural, Villa de los Misterios)

Al igual que otros aspectos de la vida romana, la sexualidad era apoyada y regulada por tradiciones religiosas, incluyendo tanto el culto público del Estado como prácticas religiosas privadas y magia. La sexualidad era una categoría importante del pensamiento religioso romano. La complementariedad de lo masculino y lo femenino era vital para el concepto romano de deidad. Los Dii Consentes eran un consejo de deidades en pares masculino-femenino, en cierto modo el equivalente romano a los Doce Olímpicos de los griegos. Al menos dos sacerdocios estatales eran ejercidos conjuntamente por una pareja casada. Las Vírgenes Vestales, el único sacerdocio estatal reservado a las mujeres, hacían un voto de castidad que les otorgaba una relativa independencia del control masculino; entre los objetos religiosos que custodiaban había un falo sagrado:«El fuego de Vesta... evocaba la idea de pureza sexual en la mujer» y «representaba el poder procreador del varón». Se esperaba de los hombres que servían en los diversos colegios sacerdotales que se casaran y tuvieran familia. Cicerón sostenía que el deseo (libido) de procrear era «el semillero de la república», ya que era la causa de la primera forma de institución social, el matrimonio. El matrimonio producía hijos y, a su vez, una «casa» (domus) para la unidad familiar, que era la piedra angular de la vida urbana.
Muchas fiestas religiosas romanas tenían un elemento de sexualidad. Las Lupercales de febrero, celebradas hasta el siglo V d. C., incluían un rito arcaico de fertilidad. En las Floralias había bailes al desnudo. En ciertas fiestas religiosas en abril, las prostitutas participaban o eran reconocidas oficialmente.

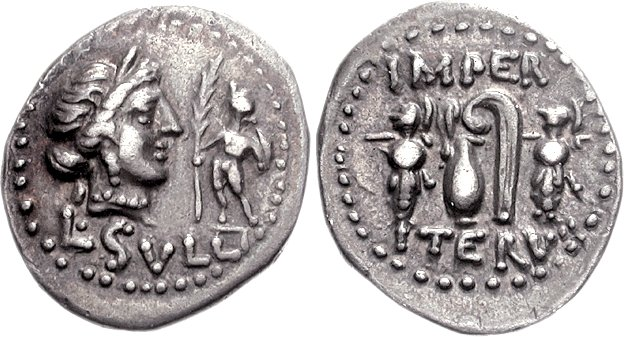
Denario emitido hacia 84-83 a.C. bajo Sila que representa a Venus con una diadema y a Cupido de pie con una rama de palma, y en el reverso dos trofeos militares y utensilios religiosos (jarra y lituus).

Las conexiones entre la reproducción humana, la prosperidad general y el bienestar del Estado se ven encarnadas en el culto romano a Venus, que se diferencia de su homóloga griega Afrodita en su papel de madre del pueblo romano a través de su hijo medio mortal Eneas. Durante las guerras civiles de los años 80 a. C., Sila, a punto de invadir su propio país con las legiones bajo su mando, emitió una moneda que mostraba a Venus coronada como su deidad tutelar personal, con Cupido sosteniendo una rama de palma de la victoria; en el reverso, trofeos (tropaion) militares flanqueaban símbolos de los augures, los sacerdotes estatales que leían la voluntad de los dioses. La iconografía vincula a deidades del amor y el deseo con el éxito militar y la autoridad religiosa; Sila adoptó el título de Epafrodito, «el de Afrodita», antes de convertirse en dictador. El fascinum, un amuleto fálico, era omnipresente en la cultura romana y aparecía en todo tipo de objetos, desde joyas hasta campanas y carillones de viento, pasando por lámparas, e incluso como amuleto para proteger a los niños o a generales triunfantes.
Cupido inspiraba deseo; el dios importado Príapo representaba la lujuria grosera o jocosa; Mutuno Tutuno promovía el sexo conyugal. El dios Liber (entendido como el «Libre») supervisaba las respuestas fisiológicas durante el acto sexual. Cuando un varón asumía la toga virilis, «toga de la virilidad», Liber se convertía en su patrón; según los poetas del amor, esta persona dejaba atrás la inocente modestia (pudor) de la infancia y adquiría la libertad sexual (libertas) para iniciar su viaje de amor. Una serie de deidades supervisaban todos los aspectos del coito, la concepción y el parto.
Los mitos clásicos tratan a menudo temas sexuales como la identidad de género, el adulterio, el incesto o la violación. El arte y la literatura romanos continuaron el tratamiento helenístico de figuras mitológicas que mantenían relaciones sexuales como algo humanamente erótico y a veces jocoso, a menudo alejado de la dimensión religiosa.

## Medicina y sexualidad

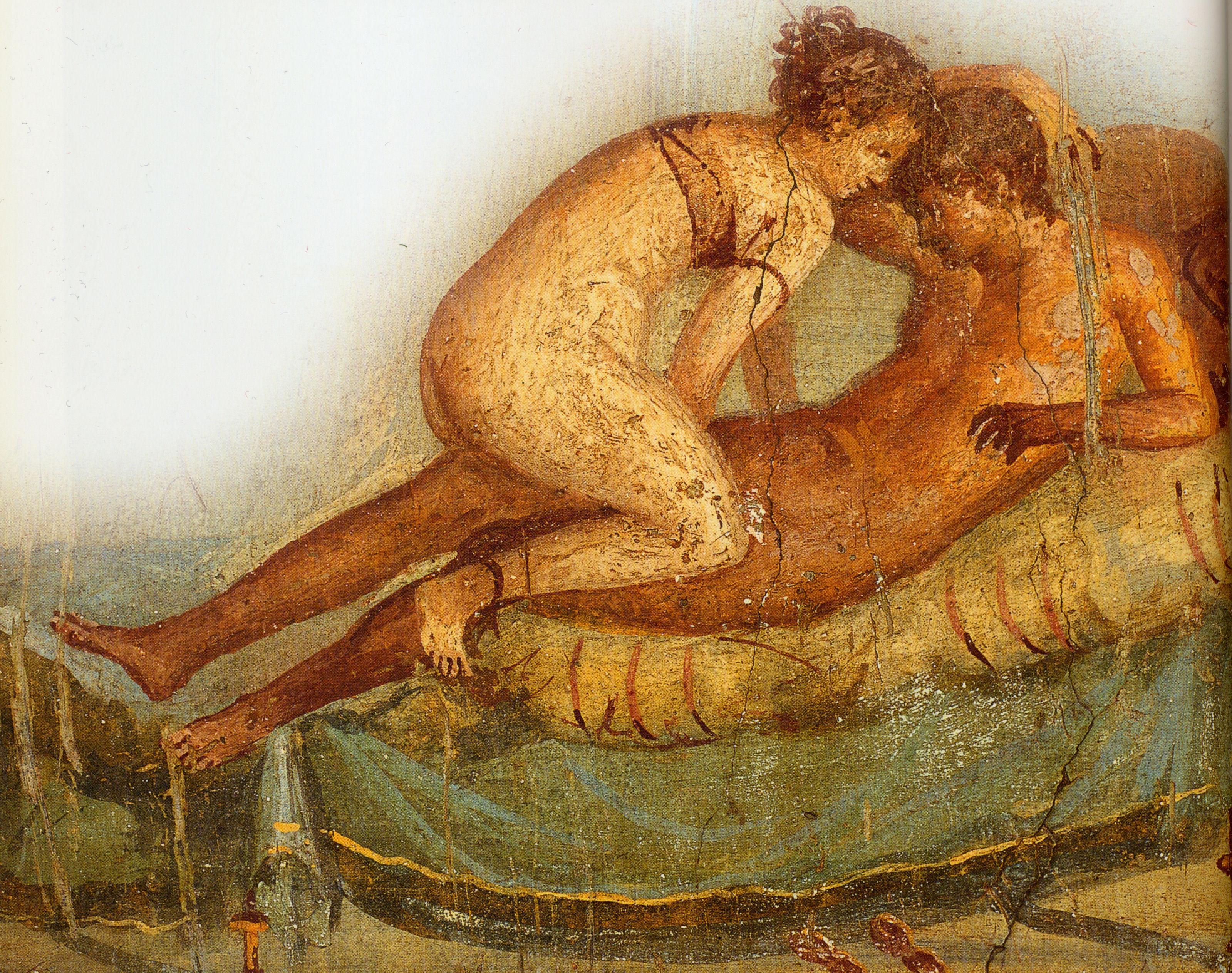
Mural de Pompeya de una escena sexual con la mujer encima del hombre

Las ideas de Hipócrates dejaron, por siglos, la base para los conceptos médicos sobre las mujeres, desde los romanos hasta los victorianos. Sobre las enfermedades de las vírgenes, una obra dentro de los Tratados hipocráticos, trata la enfermedad de las vírgenes (o morbus virgineus), un mal que afectaba a la 'Párthenos' ("virgen"). Los síntomas incluían mal color, hinchazón, dificultad respiratoria, palpitaciones, jaquecas, y otros, más significativamente, cese y menstruación. El libro explica que este mal es causado por no poder casarse una mujer al alcanzar la edad apropiada para hacerlo. La sangre extra no puede escapar porque el orificio necesario está cerrado, llena el cuerpo bloqueando el flujo sanguíneo y enfermando a la mujer. Esta se cura cuando la sangre encuentra un escape, esto es, cuando se casa y pierde su virginidad. El embarazo es la cura.
La idea de que las vírgenes sucumben a esta enfermedad porque sus úteros no son bien utilizados para su propósito y es lo que las enferma, soporta los valores culturales de la sociedad griega, enfatizando la debilidad de las mujeres y su acotado propósito. Eso, sumado a las supuestas varias enfermedades que pudieran tener las vírgenes, las alentaba a casarse y tener hijos.

## Sexualidad masculina
Los romanos creían que los hombres debían ser los participantes activos en todas las formas de actividad sexual. La pasividad masculina simbolizaba pérdida de control, la virtud más preciada en Roma. Era social y legalmente aceptable para los hombres romanos tener sexo así con mujeres y hombres prostitutos como con esclavos, siempre y cuando el hombre romano fuese el activo. Leyes tales como Lex Scantinia, Lex Iulia y Lex Iulia de vi publica regulaban las actividades de sexo homosexual entre hombres libres y, tanto Lex Scantinia como otras legislaciones especiales de la milicia romana, ponían pena capital a estas prácticas. Un hombre que disfrutaba siendo penetrado era llamado pathicus o catamita o cinaedus, duramente traducido como «pasivo» en sexología moderna, y era considerado como débil y femenino.
Sin embargo, estas leyes eran evadidas en un rango desconocido con esclavos y bárbaros a quienes no abarcaban, ya que no eran considerados seres humanos; eran pasivos o activos, aunque cualquier romano que se dejara penetrar era mirado con desdén. Los esclavos eran considerados res (cosas) y podían ser usados libremente para situaciones que serían de otra manera ilegales, aunque, a diferencia de las actividades heterosexuales, las homosexuales con esclavos no eran alentadas como una forma de placer sexual. De hecho, esto era más bien una forma de castigo al mal esclavo, intrínsecamente idéntica a los azotes.

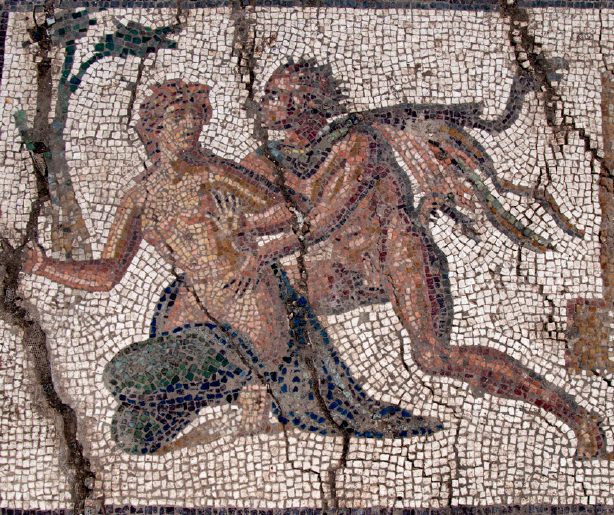
Mosaico Romano de los Amores de Zeus encontrado en Écija, España.

## Adulterio
James C. Thompson, autor y profesor de historia, sostiene que «el adulterio en Roma, como en todas partes del Mundo Antiguo, era definido como la actividad sexual entre una mujer casada y un hombre que no es su marido». Thomas A.J. McGinn, autor y profesor en la Universidad Vanderbilt, también define adulterio como «la ofensa sexual cometida [por un hombre] con una mujer casada no exenta de su matrimonio». A pesar de la simple definición de adulterio, en muchos casos, las condiciones bajo las cuales se comete el acto, tienen un rol importante. Por ejemplo, "adulterio por parte de una mujer de clase baja no es considerado un problema, mientras que era un serio crimen si venía de cualquier otra". La división de clases decidía cuán importante era la situación.
El castigo para esta práctica variaba dependiendo de la situación. En la mayoría de los casos «las penas criminales eran ordenadas para la mujer adúltera y su amante. Aquéllas eran mayormente patrimoniales en naturaleza, dictando la confiscación de la mitad de la propiedad del adúltero, un tercio de la de la mujer, así como la mitad de su dote». A veces el castigo permitido era que «un marido podía matar a su esposa si la sorprendía cometiendo adulterio; pero ciertamente era requerido que se divorciase». El hecho de que la familia sea manejada por el padre o el hombre mayor, es importante. La implementación del castigo sería la responsabilidad de dicho hombre. En muchos casos, si la muerte no era la pena, «la mujer convicta tenía prohibido volver a casarse».
La meta de estas leyes era la limpieza moral de Roma y mantener las clases sociales intactas. McGinn sostiene que «es como que las leyes augustas sobre el adulterio y matrimonio, alentaron indirectamente el alza de un respetable concubinato como una institución reconocida en su propio derecho».

## Concubinato

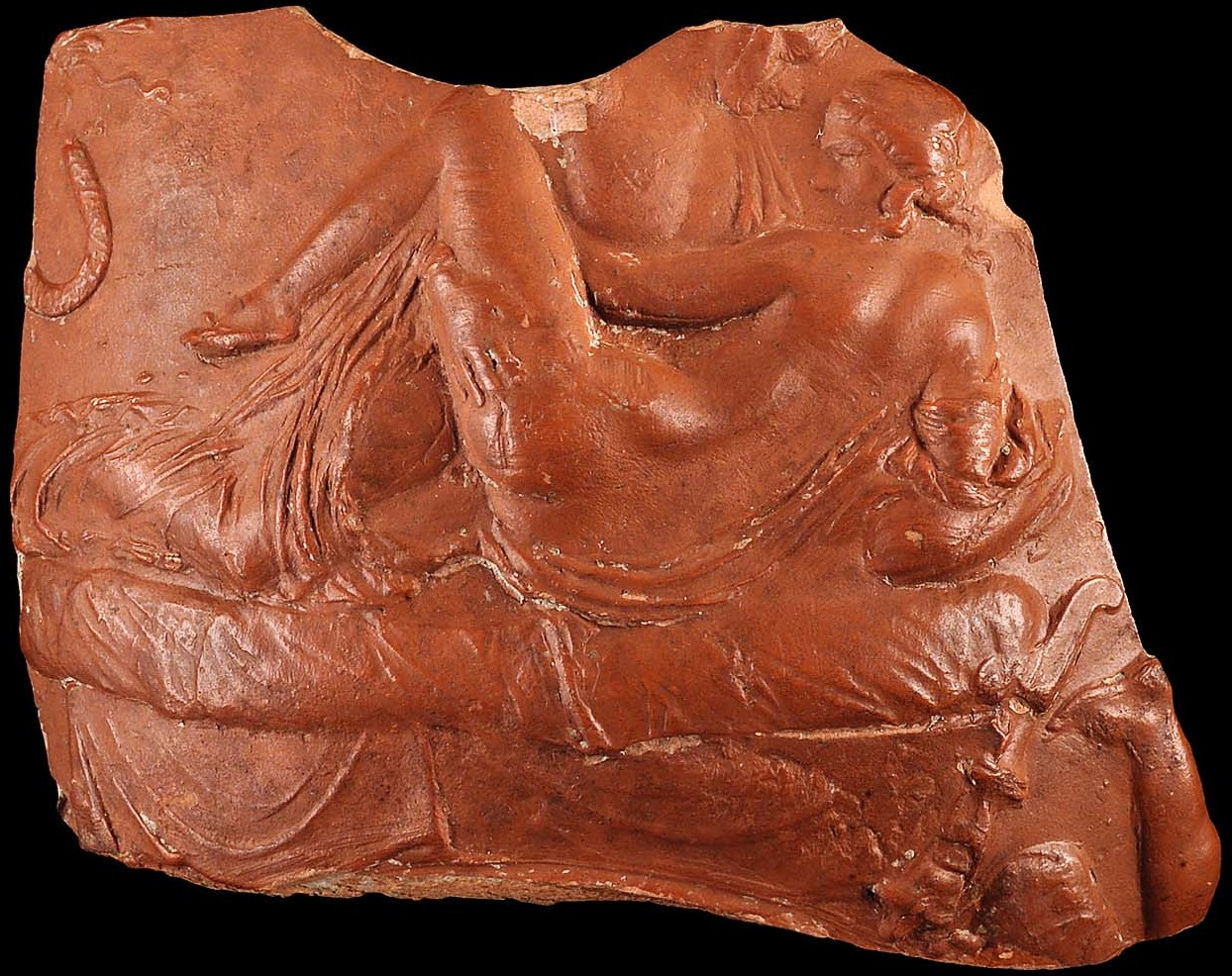
Fragmento de Cerámica Arretina que muestra a dos amantes en la cama, Período imperial temprano Romano, Museo De Finas Artes De Boston.

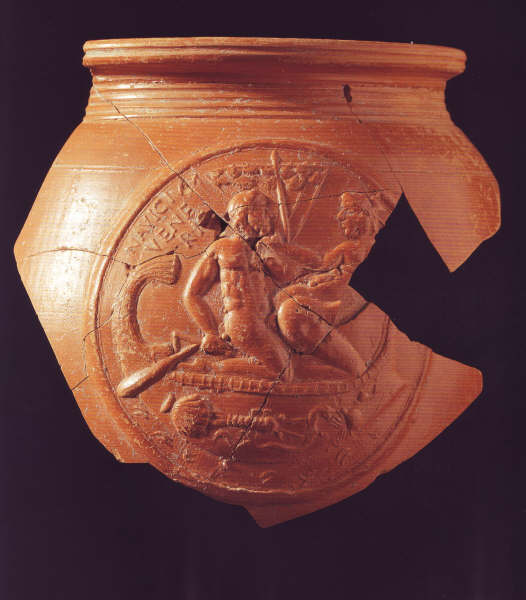
Escena Erótica de Lyon- Navigum Veneris, Periodo Romano.

Concubinato (Latín: contubernium; concubine=concubina, considerado más suave que paelex, que hace referencia a la amante del hombre casado) era la institución practicada en la Roma antigua que permitía a un hombre tener una cierta relación ilegal sin repercusiones, con la excepción del envolvimiento de prostitutas. Esta poligamia de facto —los ciudadanos no podían casarse o cohabitar legalmente con una concubina mientras se tuviera una esposa legal— era «tolerada hasta el punto en que no era una amenaza para la religión e integridad legal de la familia». El título de concubinato no era considerado derogatorio (como puede serlo hoy en día) y era utilizado, muchas veces, en lápidas.
La institución del concubinato tenía una función práctica, proveyendo las únicas relaciones sexuales lícitas fuera del matrimonio; otras eran consideradas ilegales, más notablemente la prostitución. Las Leges Juliae del emperador Augusto dieron el primer reconocimiento legal al concubinato, definiéndolo como la convivencia sin matrimonio. Esta práctica definió muchas relaciones y matrimonios considerados inapropiados bajo la ley romana, como el deseo de un senador de casarse con una esclava liberada, o su convivencia con una exprostituta. Mientras que un hombre podía vivir en concubinato con cualquier mujer que elija en vez de casarse, era requerido que lo anoticiara a las autoridades. Esta tipo de cohabitación variaba poco del matrimonio, excepto en que los herederos de esta unión no eran considerados legítimos. Era la razón usual por la que un hombre de alto rango viviese con una mujer luego de la muerte de su primera esposa; entonces los reclamos de los hijos de su primer matrimonio no podían ser disputados por los de la segunda unión.
En cuanto a la diferencia entre concubina y esposa, el jurista Paulo escribió en sus Opiniones que «una concubina se diferencia de una esposa solamente en la consideración en la que se la tiene», queriendo decir que una concubina no era considerada socialmente igual a su hombre como lo era la esposa. Mientras que la ley oficial romana decía que un hombre no podía tener una concubina al mismo tiempo que una esposa, hay varias ocurrencias notables en esto, incluyendo los famosos casos de los emperadores Augusto, Marco Aurelio y Vespasiano. Suetonio escribió que Augusto «apartó a Escribonia (su segunda esposa) porque era muy libre a la hora de quejarse de la influencia de su concubina». Eran frecuentes los pedidos de dinero al emperador a través de sus concubinas.
Las concubinas no tenían demasiada protección frente a la ley además del reconocimiento legal de su estatura social. Mayormente dependían de que sus hombres les proveyeran. La temprana ley romana buscaba diferenciar el estado de la concubina y la de la esposa legal, como se demostró en una ley atribuida a Numa Pompilio: «Una concubina no tocará el altar de Juno. Si lo hace, le ofrecerá sacrificio con una oveja teniendo el pelo suelto»; este fragmento evidencia la temprana existencia de concubinato en la monarquía romana, pero también denota la prohibición de adoración a Juno, la diosa del matrimonio. Luego, el jurista Ulpiano escribió en la Lex Julia et Papia: «Solamente esas mujeres con las que se tienen relaciones lícitas pueden ser concubinas sin temor a cometer un crimen». También dijo que «cualquiera puede tener concubina de cualquier edad salvo que tenga menos de 12 años».

## Prostitución

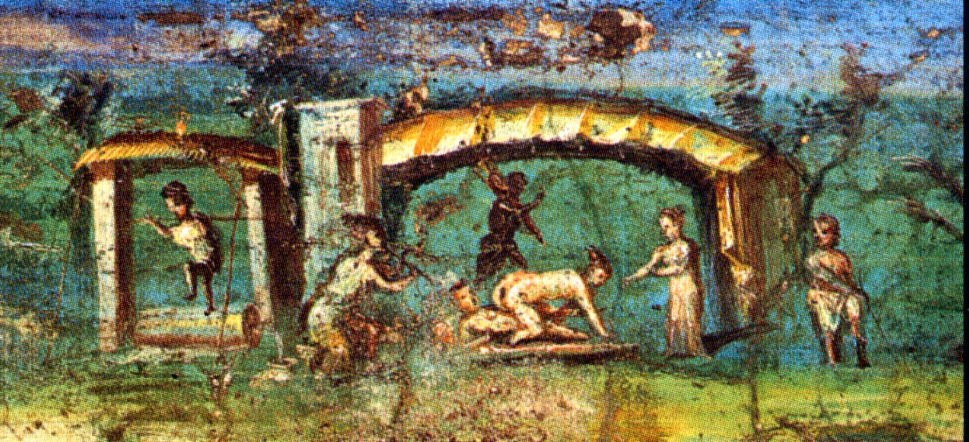
Escena de entretenimiento sexual en Pompeya

La prostitución en la antigua Roma era símbolo de vergüenza. La falta de reputación era reflejada en la ley, la cual, en la República Tardía y principios del Principado, la clasifica a sus practicantes como «infames» —traducido como «falta de reputación». Los fragmentos de fuentes legales sobre la prostitución son primariamente encontrados en el Cuerpo de Derecho Civil que fue compilado en los primeros años del siglo VI.
Está certificado que quienes se dedicaban a la prostitución no tenían permitido hablar por otros en un tribunal. Generalmente tampoco podían realizar acusaciones y no tenían permitido tener candidaturas a magistraturas. Podían ser golpeados, mutilados o violados con impunidad.
Ahora está claro que el estado de prostituta/o tenía que ser registrado legalmente. A pesar de la probable existencia de tal registro de prostitución, eruditos sugieren que el límite entre prostitutas y mujeres respetables no estaba claro. Por ejemplo, la ley estipulaba la infamia en «no solamente una mujer que practica la prostitución, pero también quien lo ha hecho aunque haya cesado la práctica; la desgracia no es eliminada aunque se discontinúe la actividad».
La infamia era una importante herramienta cultural para la regulación del buen comportamiento. Era la pérdida formal de la buena reputación (fama). Esta pérdida a través de comportamiento vergonzoso, como la prostitución, significaba un estigma legal que privaba a los ciudadanos de muchos privilegios legales. El miedo a la vergüenza en los ojos de la comunidad era claramente una fuerza importante en la regulación del comportamiento.
Lo bueno y lo malo del comportamiento sexual es un tema prominente en la nueva comedia. Una de las premisas fundacionales de varios argumentos era la aguda distinción entre dos tipos de mujer: la bien educada virgen libre que puede desposarse y la prostituta que está por debajo del ciudadano. Muchos libretos apuntan a la dificultad que sucede cuando el objeto del afecto y matrimonio de un joven parece ser del segundo grupo y se resuelve cuando se da cuenta de que es lo contrario. Mucha de la tensión dramática viene al confundir el estado de la mujer. Usualmente se piensa que es una esclava y prostituta pero resulta ser casta y libre. Esto está claramente demostrado en la comedia contemporánea, especialmente en las adaptaciones de cine y teatro de A Funny Thing Happened on the Way to the Forum. El típico argumento de comedias era usado para reforzar los estigmas de las prostitutas, y cómo los hombres no deben ceder a ser tentados por ellas y casarse con una mujer casta y libre. Las comedias también reflejan la idea de que la mayoría de las prostitutas era esclavas, esclavas liberadas o extranjeras. La idea de una ciudadana libre de buena familia ejerciendo la prostitución era abominable.
La prostituta era un personaje sugestivo en la literatura de la antigua Roma. Era muchas veces invocada como una metáfora para un corrompido recurso literario. Eran notadas por su vestimenta, vestidos chillones hechos de seda transparente. También se distinguían por usar una toga, que eran ropas usadas típicamente por hombres romanos. Por ende, se ha dicho que la prostituta no era ética para el hombre. Para muchos escritores romanos, la prostitución representaba la más degradante forma imaginable de existencia para una mujer, representando lo más profundo de la impureza. Las asociaban con la suciedad, lo que realzaba aún más su bajo rango.
Los proxenetas en la antigua Roma también eran sujetos de «infamia». El proxenetismo era el acto de obtener ganancia por las acciones de la prostituta. Esto era mediante el manejo de las mismas, buscando clientes o siendo dueños de un burdel. Estos tipos de asociaciones con la prostitución eran mirados con desdén y estigmatizados por la sociedad romana. Esto era reflejado claramente en la ley romana: «La ocupación de un proxeneta no es menos degradante que la práctica de la prostitución y el crimen por ello es incluido en las Leges Juliae, como una pena preservada contra el marido que tenga ganancias monetarias por el adulterio de su esposa».

## Tabúes sexuales

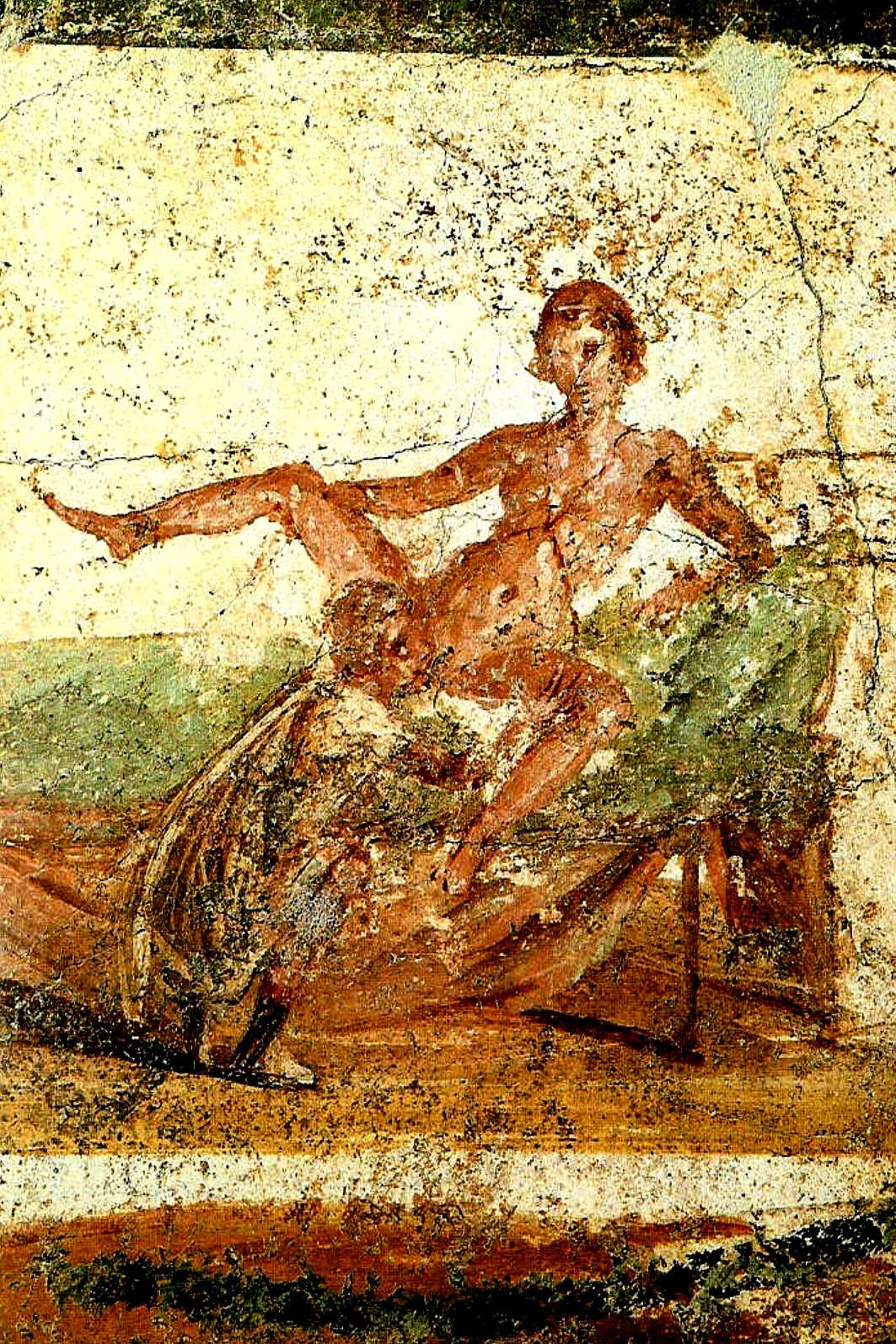
Mural de Pompeya mostrando cunnilingus

Aunque hay, generalmente, una mala interpretación de la sociedad romana como abiertamente sexual, basada en parte a las demostraciones artísticas y literarias de gráficas interacciones y actividades sexuales, los romanos vivían con restricciones de moral y tabúes sexuales. Lo que era considerado socialmente aceptable en la sexualidad, era mayormente desarrollado dentro de las costumbres del matrimonio y era fuertemente influenciado por los sistemas económicos y políticos. Para definir los derechos de propiedad y la legitimidad de los hijos, el matrimonio era una unidad crucial en la sociedad, pero no era necesariamente considerado como una institución sagrada desde el punto de vista moral o religioso. Aunque estas uniones acataban rígidas reglas legales, las actividades íntimas de los esposos no eran tan estrictas, y era común y aceptable que un marido buscara satisfacción sexual con otras además de su esposa. Las mujeres romanas, sin embargo, como indicaban los tradicionales epitafios romanos, debían respetar las reglas de fides marita y ser fieles a sus maridos. Hay evidencia de que Augusto, poco después de asumir como emperador, promulgó leyes que hacían del adulterio femenino un delito.
En los textos satíricos y médicos romanos, los genitales femeninos y la menstruación eran comúnmente discutidos en una manera negativa; hay textos elegíacos donde se hace mención de cambio de roles, en donde una mujer adopta el rol sexual dominante, pero respuestas críticas a estos parecen haber indicado un tabú que rodea al cambio de roles entre hombres y mujeres. Ser penetrado o recibir sexo oral era considerado un rol pasivo en la actividad sexual, lo que denotaba un cierto grado de degradación. El sexo oral era controversial o no mucho más que el sexo anal o entre dos hombres. Hay poca información acerca del sexo homosexual entre dos romanas, pero la evidencia sugiere que había un tabú mucho más fuerte alrededor del mismo que del de dos hombres.
Las restricciones en la sexualidad, específicamente la femenina, variaban entre las clases sociales; las mujeres de clase baja, tanto como las esclavas, tenían permitida más libertad sexual y reglas menos rígidas que las de clase alta. Sin embargo, hay evidencia de prácticas sexuales aceptables para todos los romanos, incluyendo el uso de afrodisíacos, o «pociones de amor», tanto para hombres como para mujeres. También se sugiere que el sexo durante el embarazo era socialmente aceptable, como se menciona en un informe que cuenta sobre Julia, la hija de Augusto, quien utilizó sus embarazos como una forma de tener sexo con otros hombres además de su marido.
En la Roma imperial la violación ocupaba un lugar importante en la vida sexual, se atropellaba sin vergüenza y se consideraba que el individuo forzado obtenía placer de ello. El modelo de la sexualidad romana era la relación del amo con sus subordinados (esposa, pajes, esclavos), es decir,  el sometimiento. El placer femenino era totalmente ignorado o presupuesto. En la moral sexual la oposición era someter/ser sometido. Someter era loable, ser sometido era vergonzoso solamente si se era un varón adulto libre. Si se era mujer o esclavo era lo natural.
Durante la monarquía en Roma, la violación fue considerada un delito bajo la Lex Julia tipificándose dentro de la Ley de las XII tablas bajo el título de iniuria, el cual fue penado bajo la pena de muerte que únicamente podía ser evitado con el exilio del autor del delito y la confiscación de todos sus bienes. El bien jurídico tutelado era la castidad de la mujer, el honor de su padre si era virgen y el honor de su esposo si era casada, por ende no se puede hablar durante este período de una lesión de la libertad sexual porque las mujeres no podían decidir con quién mantener relaciones sexuales.

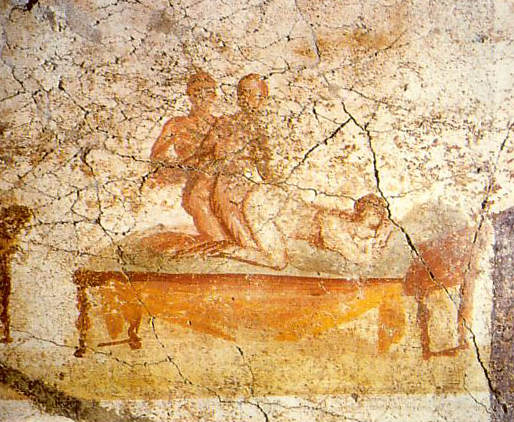
Trío (de Pompeya) en la forma descrita por Catulo. poema 56

## Literatura y homosexualidad
Pocos reportes existen sobre el amor entre mujeres a través de los ojos femeninos, por lo que solamente se tiene el punto de vista masculino. Las mujeres no tenían libertad en su sexualidad porque los hombres consideraban la homosexualidad femenina como algo excitante y morboso, pero no muy hablado por la sociedad, ya que la mujer de entonces solo disponía del papel de ser madre, no de disfrutar o elegir su sexualidad. Una mujer que quería ser la pareja activa en una relación sexual era una «tribade», algo que ha cambiado hoy en día. 
Varios autores romanos escribieron acerca de amoríos entre hombres, incluyendo a Tibulo (1.4, 1.8, 1.9), Propercio (Elegías 4.2), Lucrecio (De Re. Nat. 4.1052-6), Virgilio (Bucólicas 2), Horacio (Odas 1.4) y Ovidio (Las metamorfosis. 10.155ff). Catulo escribió sobre su amor un el joven Juventius (Odas 81) mientras Tibulo dedicó dos elegías a su amante Marathus y escribió particularmente acerca de cuán devastado quedó cuando lo dejó por una mujer.

## Más información
- Adams, J. N. The Latin Sexual Vocabulary, 1982, ISBN 0-8018-4106-2.
- Cantarella, Eva. Bisexuality in the Ancient World. Yale University Press, 1992. ISBN 0-300-04844-0.
- Ronnie Ancona and Ellen Greene, eds., Gender Dynamics in Latin Love Poetry, Johns Hopkins University Press, 2005. ISBN 0-8018-8198-6.
- Halperin, David M. "homosexuality" (pp. 722–3) in The Oxford Classical Dictionary, third edition, 1996, ISBN 0-19-866172-X.
- Hubbard, Thomas K. Homosexuality in Greece and Rome: A Sourcebook of Basic Documents. University of California Press. ISBN 0-520-23430-8.
- Radford, R. La prostitution féminine dans la Rome antique, Morrisville, Lulu, 2007. 168 p. ISBN 978-1-4303-1158-4.
- Skinner, Marilyn. Sexuality in Greek And Roman Culture. Blackwell Publishing. ISBN 0-631-23234-6.
- Thomas A.J. McGinn. The Economy of Prostitution in the Roman World. Ann Arbor: The University of Michigan Press, 2004.